# 河北菜
河北菜（又称燕赵菜或冀菜）為河北的地域傳統菜系。根据不同的分类方法，冀菜有二到四个流派，口味咸鲜，以酱香、浓香、清香三个香型为主。其共同烹饪特点是注重吊汤、明油亮芡，善用浆、汁、糊、芡；多熘、炒菜。

## 流派
按地域划分，冀菜共有四个流派，包括以唐山地区为代表的冀东沿海菜、以石家庄地区为代表的冀中南平原菜、以保定地区为代表的直隶官府菜、和以承德为代表的塞外宫廷菜，但在中国烹饪界，其中最后两个流派通常分别归入其他菜系：保定的直隶官府菜一般归入官府菜、承德的塞外宫廷菜一般归入宫廷菜。
- 冀东沿海菜：简称冀东菜，又称唐山菜或京东沿海菜。特点是刀工细，擅长刀花和柔丝连片。[1]口味清鲜，讲究清油抱芡，善制鲜活海产。[2] 唐山菜较接近鲁菜。[3]
- 冀中南平原菜：简称冀中南菜，又称石家庄菜。特点是粗犷大气，擅长溜、炒、爆、炸、拔丝，并善用鲜汤。口味咸鲜，以咸为主。[4]
- 直隶官府菜：又称保定菜。特点是讲究口味绵长醇厚、原汁原味、咸淡适宜、清鲜醇三香融一，属中性咸香型，以鲜嫩爽滑、醇厚悠香为主。[5]在中国烹饪界，除将此一流派通常归入官府菜外，也有将其视为冀中南平原菜之一部，而将此流派并入冀中南平原菜之举。[6]
- 塞外宫廷菜：又称承德塞外宫廷菜，简称承德菜或承德宫廷菜。为承德避暑山庄所恢复的宫廷菜。和京城宫庭菜不同的是口味偏重，原料以牛羊肉和山珍野味为主，特别注重点心和小吃的制作。[需要較佳来源]做法除炸、烤、煨、泥烧、锅制外，[7]还有干烹、香烹等。[8]

## 菜式
冀东沿海菜：
| - 芙蓉燕菜 - 水晶鸡片 - 京东板栗鸡 - 酱汁瓦块鱼 - 栗面饽饽 - 棋子烧饼 - 鸿宴肘子 - 海参扒肘子 - 酱汁瓦块鱼 - 红烧裙边 - 二龙戏珠 - 玉带虾仁 | - 玉带腰子 - 合腹龙珠 - 金钩玉柱 - 一品丸子 - 普酥鲤鱼 - 白玉鸡脯 - 芦花鸡 - 万里香烧鸡 - 刘美烧鸡 - 栗面饽饽 - 金汤血燕鱼翅羹 - 京东乳香扣肉 - 翡翠一品笋 | - 玉瓜藏宝 - 鲍贝玉子金砖 - 京东小酥鱼 - 京东特制醋肠 - 肉烧冬笋 - 煨肘子 - 酱烧 茄子 - 酱汁瓦块鱼 - 八袋鱼（章鱼）炖肉 - 鸡蛋摊面条鱼 - 葱爆鳕鱼鸡蛋（赛螃蟹） - 皮皮虾肉水饺 |

冀中南平原菜：
| - 金毛狮子鱼 - 芙蓉燕菜 - 香酥鸡 - 金凤扒鸡 - 拔丝雪梨 | - 小白龙过江 - 崩肝 - 热切丸子 - 栗子扒白菜 - 八珍豆腐 | - 南煎丸子 - 雪桥八仙 - 霸王肉 - 敬德访白袍 | - 燕风楼红肠 - 燕风楼包子 - 驴肉火烧 - 缸炉烧饼 - 平天转饺子 | - 无极饸饹 - 红星包子 - 中和轩蒸饺 |

直隶官府菜：
| - 李鸿章烩菜 - 鸡抓白菜 - 鸡里蹦 - 阳春白雪 - 荷包里脊 | - 曾蹦鱼 - 锅包肘子 - 国藩代蟹 - 相先生豆腐 - 清蒸炉鸭 | - 总督豆腐 - 芙蓉鸡片 - 芙蓉鱼片 - 直隶海参 - 直隶全爆 | - 黄袍豆腐 - 侉炖鱼 - 南煎丸子 - 桂花鱼翅 - 芴板干贝 | - 加板鱼肚 - 西法鹅肝 - 玉带鱼卷 - 槐茂太平菜 |

塞外宫廷菜：
| - 化子山鸡 - 烤全鹿 - 龙舟鱼 - 山盟海誓 - 香酥野鸭 | - 鹿血金银羹 - 改刀肉 - 掌上明珠 - 鸡丝长寿菜 - 滑炒山鸡片 | - 金银燕菜 - 扒熊掌 - 八仙过海 |